# Playa de Las Palmeras (Los Alcázares)
La playa de Las Palmeras se encuentra en el municipio de Los Alcázares, en la Región de Murcia (España), a la orilla del Mar Menor. Es una playa urbana dotada de servicios que recibe su nombre de la vegetación que la limita y se sitúa entre la avenida del Carril de las Palmeras hasta la avenida de Mariano Ballester.
Se extiende desde la playa de Los Narejos hasta la playa del Espejo. En la temporada de migración de las aves es una buena localización para observar sus movimientos. Está franqueada por un paseo y dispone de iluminación nocturna y de espacios para el desarrollo de actividades deportivas, así como chiringuitos.